# Subterranean
Subterranean — MCD шведського мелодік дез-метал гурту In Flames, випущений в 1994 році. Це єдиний реліз гурту з вокалістом Хенке Форссом.

## Track listing
1. «Stand Ablaze» — 4:33
2. «Everdying» — 4:23
3. «Subterranean» — 5:46
4. «Timeless» — 1:46
5. «Biosphere» — 5:07

### Перероблене видання
1. «Dead Eternity» — 5:01
2. «The Inborn Lifeless» — 3:23
3. «Eye of the Beholder» (кавер Metallica) — 5:32
4. «Murders in the Rue Morgue» (кавер Iron Maiden) — 3:07

## Список учасників

### Музиканти
- Хенке Форсс — вокал
- Єспер Стрьомблад — гітара
- Гленн Юнгстрем — гітара
- Йохан Ларссон — бас-гітара
- Даніель Ерландссон — барабани
- Йокке Йотберг — вокал в «Dead Eternity»
- Robert Dahne — вокал в «Eye of the Beholder»
- Per Gyllenbäck — вокал в «The Inborn Lifeless»
- Андерс Їварп — барабани в «Subterranean» і «Biosphere»
- Оскар Дроньяк — бек-вокал в «Stand Ablaze»

### Випуск
- Продюсовано In Flames.
- Вся музика In Flames, слова — Henke Forss.
- Інжиніринг — Фредрік Нурдстрем.
- Мастеринг — Staffan Olofsson.
- Обкладинка і фото — Kenneth Johansson.
- Макет — Dennis Jernberg.